# 全国直売所研究会
全国直売所研究会（ぜんこくちょくばいじょけんきゅうかい）とは、2005年3月に設立された自律・自立した農産物直売所の全国組織である。

## 概要
全国直売所研究会は｢農産物直売所の勉強会｣として設立。
なぜ、このような勉強会が必要になったのかは、安穏としてはいられない先行きからである。「農産物直売所は消費者の期待と支持がありながらも、（下記のような現象が）生産者と農産物直売所の経営には内包されている」としている。
- 生産者の高齢化
- 農作物の安売り合戦
- サービス不足
- 農産物直売所間の過当競争など

さらにこの問題を放置しておくことで下記の「方向を見失う危険性もある」としている。
- 地域づくり
- 環境問題の解決
- 農家所得の向上
- 高齢化社会への対応
- 自給率の向上
- 日本農業の発展

（引用：全国直売所研究会 会報第1号）
これらを解決するのは下記としている。
- 農業生産者ではなく、農業経営者づくりを目指し、育てる[2]
- 農家と消費者との信頼関係づくりをしっかりと行う[2]

特に、再生産可能な価格設定が肝心であり、農業経営者を育てることが求められているとしている。

## 理念
規約上の目的は「この会は全国各地の農産物直売所が互いの情報を交換し、共通理念の下に経営の向上を図り、それが地域の農業の自立発展に役立ち、市民生活の環境作りに貢献することにより、直売所を地域創造産業とすることを設立の目的とする」としている。活動上の理念として掲げている点は2点。一つは「農業生産者ではなく、いかに農業経営者を育てられるか」もうひとつは「消費者と農業経営者との信頼関係を構築する」というもの。会の収入は、会員直売所と協賛企業との会費で運営。

## 直売所の全国組織
農産物直売所の全国組織は、大まかには2つの系統がある。まちむら交流きこう（財団法人都市農山漁村交流活性化機構、全国農産物直売ネットワーク）系と全国直売所研究会系の二つである。この他にも、農協系の協議会や、農民連（農民運動全国連合会）といった団体も存在するが、農産物直売所の全国組織ではなく、農協の集合または農家の集合による団体と言える。2つある農産物直売所の全国組織は、それぞれが得意とする領域（セグメント）があり、どちらの組織がいいとも悪いとも言えない。全国直売所研究会は農協系の農産物直売所も所属しているが、独立系の直売所が多い。
どの農産物直売所の全国組織も農家の集合体による経営主体で直売所を運営できるようになることが本旨であるが、現実には農家の人数が増加することにより様々な問題がある。一例では意見の集約や合意形成が困難となり、主導権争いに発展する場合もある。このことによって代表が不安定に変わりガバナンスの維持が困難な場合も多い。このように農家による経営は合意すら出来ないとの意見もある。一方で農協が運営している直売所は、人員の異動などにより運営の継続性が分断されることがあるため、系統だって直売所活動ができないとする意見もあるため、どちらにしても強い指導力と理念の共有が農産物直売所の運営の要だとする意見が通底。
2008年の総会にて、直売所の日本一を決める、「直売所甲子園」の開催が吉田理事より提案され承認。2009年の開催に向け会報で公表した。2009年10月、初代グランドチャンピオンが決定した。

## 直売所甲子園
日本一の直売所を決定する「直売所甲子園」は、売上や規模の競争で日本一を決めるものではなく、消費者との信頼関係づくりや従業員や農家の働き甲斐、さらに地域への貢献度などを独自の指標で評価し決定するというものです。一次審査には、利害関係の無い農学系学生が現地踏査の審査を担当。現地踏査･書類審査を経た直売所の中から全国大会に出場し、各直売所の取り組みなどをプレゼンテーションしてもらい二次審査を経たのちに日本一の直売所を決定。

## 沿革
- 2004年9月 - 全国直売所研究会設立発起人会 発足
- 2005年
  - 3月 - 全国直売所研究会設立 東京都
  - 10月 - 全国交流会 茨城県つくば市 みずほの村市場
- 2006年
  - 3月 - 東日本ブロック大会 岩手県盛岡市
  - 8月 - 総会 愛知県大府市
- 2007年
  - 2月
    - 第2回 東日本ブロック大会 青森県十和田市
    - 第2回 西日本ブロック大会 大分県清川村

  - 6月 - 総会 千葉県印旛郡印旛村（現・同県印西市）
  - 11月 - 全国交流会 三重県松阪市 松阪農業公園ベルファーム
- 2008年
  - 1月 - 第3回 東日本ブロック大会 新潟県新発田市
  - 2月 - 第3回 西日本ブロック大会 長崎県大村市
  - 6月 - 総会 東京都
  - 12月 - 直売所甲子園2009を発表
- 2009年
  - 2月 - 第4回 西日本ブロック研究会 岡山県井原市
  - 3月 - 第4回 東日本ブロック研究会 宮城県登米市
  - 6月 - 総会 東京都 全理連ビル
  - 10月 - 直売所甲子園2009 東京都
- 2010年3月 - 第5回 東日本ブロック研究会 山梨県甲府市

## 会長の変遷
- 2004年 - 株式会社みずほ 長谷川久夫

## 加入会員直売所の活動
- 茨城県 みずほの村市場（日本農業賞・特別部門 第4回食の架け橋賞）[6]
- 三重県 モクモク手づくりファーム（日本農業賞・特別部門 第4回食の架け橋賞）[6]
- 長崎県 おおむら夢ファーム シュシュ（2007年 全国地産地消推進協議会 農林水産大臣賞）[7]
- 岡山県 星の郷青空市株式会社（2007年 全国地産地消推進協議会 農水省生産局長賞）[7]
- 青森県 農事組合法人道の駅とわだ産直友の会（2007年 全国地産地消推進協議会 農水省生産局長賞）[7]
- 宮城県 有限会社伊豆沼農（第38回日本農業賞・大賞）[8]
- 愛知県 株式会社げんきの郷（2008年 地産地消優良活動表彰 農林水産大臣賞）

## リンク
- 全国直売所研究会ホームページ